# Sebastian Hille (Fußballspieler)
Sebastian Hille (* 19. Oktober 1980 in Soest) ist ein deutscher Fußballtrainer und ehemaliger Fußballspieler.

## Karriere
Hille kam vom Hövelhofer SV zum FC Gütersloh 2000 und spielte dort mehrere Jahre in der Oberliga Westfalen. 2004 wechselte er zum VfL Bochum und kam dort ebenfalls in der Oberliga-Mannschaft zum Einsatz. Als die erste Mannschaft 2005/06 in der 2. Bundesliga spielte, absolvierte er dort ein Spiel. In der Saison 2006/07 wurde Hille zwar weiterhin auch regelmäßig in der zweiten Mannschaft eingesetzt, stand aber auch im Kader der wieder aufgestiegenen ersten Mannschaft. Gegen den FC Bayern München gab er im zweiten Saisonspiel sein Erstligadebüt.
Zur Spielzeit 2007/08 wechselte Hille zu Borussia Dortmund, für die er in der zweiten Mannschaft eingesetzt wurde. Nach deren Abstieg aus der 3. Liga schloss er sich im Juli 2010 Zweitliga-Absteiger Rot Weiss Ahlen an. Im Sommer 2011 verpflichtete Arminia Bielefeld Hille. Am 11. Mai 2013 erzielte Sebastian Hille in der 56. Spielminute das entscheidende Tor zu Arminia Bielefelds Sieg über den VfL Osnabrück, der zum direkten Aufstieg in die 2. Bundesliga führte.
Mit Ende der Saison 2014/2015 beendete Hille seine aktive sportliche Karriere. Anschließend arbeitete er als Co-Trainer bei Arminia Bielefeld. Nachdem der Verein im Sommer 2023 aus der 2. Bundesliga abgestiegen war, erfolgte mit dem Austausch des kompletten Trainerstabs auch die Trennung von Hille.

## Erfolge
- Aufstieg in die 2. Bundesliga 2013, 2015
- Meister der 3. Liga 2015
- Westfalenpokalsieger 2012, 2013